# العلاج الجيني للصرع
تُجرى العديد من الأبحاث الطبية حول استخدام العلاج الجيني لتدبير بعض أنواع الصرع. تعتمد هذه العلاجات على استخدام ناقلات فيروسية أو غير فيروسية لاستهداف مناطق الدماغ التي تنشأ فيها نوبات الصرع بهدف منع حدوث الصرع أو تقليل تكرار وشدة النوبات. حقق العلاج الجيني نتائج واعدة في تجارب سريرية مبكرة على أمراض عصبية أخرى مثل مرض الشلل الرعاشي، ما زاد الأمل في أن يحقق علاجًا لمرض الصرع في المستقبل القريب.

## نظرة عامة
يشير الصرع إلى مجموعة من الاضطرابات العصبية المزمنة التي تتميز بنوبات اختلاجية. يصيب الصرع أكثر من 50 مليون شخص حول العالم وهو ما يشكل 0.4-1% من مجمل سكان العالم. يتوافر اليوم فهم أساسي للفيزيولوجيا المرضية للصرع خاصةً للأشكال التي تتميز ببدء نوبات من منطقة معينة من الدماغ (الصرع الجزئي). على الرغم من أن معظم المرضى يستجيبون للعلاج الدوائي، فإن نحو 20-30% لا يتحسنون أو يفشلون في تحمل الأدوية المضادة للصرع. يمكن بالنسبة لهؤلاء المرضى إجراء عمل جراحي لإزالة المنطقة التي تحرض حدوث نوبات الصرع في الدماغ، ولكن هذه التدخلات تغدو غير ممكنة إذا كانت النوبات تنشأ من مناطق خاصة في الدماغ ضرورية للغة أو الرؤية أو الحركة أو وظائف حيوية أخرى. نتيجة لهذه الأسباب، يبقى الكثير من الأشخاص المصابين بالصرع دون أي خيارات علاجية متاحة، ومن هنا برزت حاجة ماسة لتطوير أساليب جديدة لعلاج الصرع.

## الأبحاث السريرية
تواجه الأبحاث السريرية حول العلاج الجيني العديد من التحديات أهمها: ردود الفعل المناعية المحتملة على النواقل الفيروسية والجينات المعدلة، وإمكانية حدوث الطفرات التي قد تكون ضارة بسلامة المريض. على الرغم من أن العوامل الضارة يمكن أن تندمج في جينات المضيف، فإن ذلك لا يمثل خطرًا حقيقيًا عند علاج الأمراض العصبية، لأن الخلايا العصبية المتمايزة لا تنقسم، وبالتالي فهي أقل عرضة للطفرات.

## النُّهج الفيروسية في التطور قبل السريري

### الأدينوزين
الأدينوزين هو نيوكليوتيد يعمل كناقل عصبي ويساعد في تعديل وظيفة الدماغ. للأدينوزين خصائص مضادة للالتهاب، بالإضافة إلى بعض الميزات المضادة للصرع. يمكن تفسير فعاليته العصبية عبر عدة نظريتها أشهرها: أنه عند حدوث أذية دماغية يكون هناك زيادة في إنزيم الأدينوزين كيناز، وبالتالي يزيد معدل استقلاب الأدينوزين وتنقص كميته، وبالتالي يزداد حدوث النوبات الاختلاجية وقد يحدث الصرع. أظهرت بعض الدراسات أن فرط نشاط الأدينوزين كيناز ينتج عن زيادة الخلايا النجمية في الدماغ بعد حدوث إصابة أو أذية فيه، ما قد يؤدي في نهاية المطاف لحدوث الصرع. اعتمادًا على الخصائص التي يمتلكها الأدينوزين وإمكانية مساهمته في الوقاية من النوبات الاختلاجية، بالإضافة إلى موافقة إدارة الغذاء والدواء الأمريكية على استخدامه في علاج أمراض أخرى مثل اللانظميات القلبية والآلام المزمنة، يعد الأدينوزين علاجًا مثاليًا للصرع.

### الغالانين
يعد الغالانين ببتيدًا عصبيًا يوجد بشكل أساسي داخل الجهاز العصبي المركزي، ويلعب دورًا في الحد من التفعيل العصبي على المدى الطويل، وينظم نشاط الدماغ والاستقلاب في خلاياه. طرحت بعض الشركات الدوائية مركبات تحوي الغالانين في تسعينيات القرن الماضي بعد أن ثبت أن له خصائص وقائية ومثبطة للتفعيل العصبي عند تجريبه على الفئران. تؤكد الدراسات التي أُجريت أن الغالانين يقلل عدد النوبات الاختلاجية ومدتها، ويزيد عتبة التحفيز المطلوبة لتحريض النوبات ومنع إطلاق الغلوتامات التي من شأنها أن تزيد من التعرض للنوبات.

### الببتيد العصبي واي Y
يتواجد الببتيد العصبي واي Y في الجهاز العصبي اللاإرادي، ويساعد في تعديل التنبيه العصبي في المهاد، وبالتالي ينظم الاستقلاب الخلوي الدماغي. أُجري الكثير من التجارب لتحديد تأثير هذا الببتيد العصبي عند الحيوانات قبل النوبات وبعدها. حُقنت كميات منه في أماكن معينة من دماغ الفئران، ما أدى للحد من النشاط الكهربائي. أثبتت هذه الدراسات أن  الببتيد العصبي يزيد من عتبة النوبات الاختلاجية عند الفئران، ويوقف تطور المرض، ويقلل من مدة النوبة، مع عدم وجود أي تأثيرات جانبية هامة خصوصًا في ما يتعلق بالتعليم والذاكرة. تراجع إدارة الغذاء والدواء الأمريكية حاليًا خصائص هذا الدواء وتدرس الترخيص لاستخدامه.

### السوماتوستاتين
السوماتوستاتين هو ببتيد عصبي يلعب دورًا هامًا في تنظيم الهرمونات، ويساعد في النوم والنشاط الحركي. أجريت سلسلة من الدراسات على القوارض خلصت إلى أن السوماتوستاتين أدى إلى انخفاض متوسط مدة النوبات الاختلاجية، ما يزيد من فرص استخدامه كعقار مضاد للصرع. يهدف العلاج الجيني لزيادة إنتاج السوماتوستاتين في خلايا عصبية معينة، وهو الأمر الذي سيقود في نهاية المطاف لاستعادة التوازن بين التثبيط والتفعيل العصبيين، ومنع حدوث النوبات الاختلاجية، وبالتالي علاج الصرع.

## الآثار المستقبلية المحتملة
قدم استخدام العلاج الجيني للاضطرابات العصبية مثل الصرع نفسه كعلاج قابل للاستمرار والتطور بشكل متزايد، إذ تركز أهدافه على النواقل العصبية مثل السوماتوستاتين والغالانين والأدينوزين وغيرها. ومع استمرار نمو العلاج الجيني وإظهار نتائج واعدة لعلاج الصرع من بين الأمراض الأخرى، هناك حاجة إلى إجراء أبحاث إضافية لضمان سلامة المرضى، وتطوير طرق بديلة لإيصال الحمض النووي، وإيجاد طرق مجدية لزيادة حجم الولادة.